# Тайный орден (телесериал)
«Тайный орден» (альтернативное название — «Порядок») (англ. The Order) — канадский телесериал в жанре ужасы и фэнтези, созданный Деннисом Хитоном. Премьера сериала состоялась 7 марта 2019 года на канале Netflix. В главных ролях Джейк Мэнли, Сара Грей, Сэм Траммелл, Мэтт Фрюэр, Кэтрин Изабель и др.
В марте 2019 года Netflix продлил сериал на второй сезон, премьера которого состоялась 18 июня 2020 года. В ноябре 2020 года Netflix объявил о закрытии сериала.

## Сюжет
Первокурсник колледжа Джек Мортон узнаёт о существовании тайной многовековой организации и становится значимой фигурой в войне оборотней и тёмных магов.

## В ролях

### Основной состав
- Джейк Мэнли — Джек Мортон
- Грей, Сара — Алисса Дрейк
- Мэтт Фрюэр — Питер Мортон
- Девери Джейкобс[англ.] — Лилит Батори
- Лоуриза Тронку[англ.] — Габриэль Дюпре
- Адам ДиМарко — Рэнделл Карпио
- Томас Эльмс — Хэмиш Дьюк

### Второстепенный состав
- Кэтрин Изабель — Вера Стоун
- Сэм Траммелл — Эрик Кларк

## Производство

### Разработка
17 апреля 2018 года было объявлено, что Netflix передал заказ серийного производства для первого сезона, состоящего из десяти эпизодов. Сериал был создан Деннисом Хитоном, который также будет сценаристом и исполнительным продюсером. 28 марта 2019 года было объявлено, что сериал был продлен на второй сезон, который будет состоять из 10 эпизодов.

### Релиз
21 февраля 2019 года был выпущен официальный трейлер сериала. Шоу было выпущено на Netflix 7 марта 2019 года.

## Отзывы
Первый сезон получил положительные отзывы после его выхода. На сайте Rotten Tomatoes сериал имеет рейтинг 100 %, основанный на 5 отзывах, со средним рейтингом 7,33/10.

## Сезоны
| Сезон | Сезон | Эпизоды | Оригинальная дата показа | Оригинальная дата показа |
| Сезон | Сезон | Эпизоды | Премьера сезона          | Финал сезона             |
| ----- | ----- | ------- | ------------------------ | ------------------------ |
|       | 1     | 10      | 7 марта 2019             | 7 марта 2019             |
|       | 2     | 10      | 18 июня 2020             | 18 июня 2020             |

## Список эпизодов

### Сезон 1 (2019)
| № общий | № в сезоне | Название                                                     | Режиссёр         | Автор сценария      | Дата премьеры |
| ------- | ---------- | ------------------------------------------------------------ | ---------------- | ------------------- | ------------- |
| 1       | 1          | «Адская неделя. Часть 1» «Hell Week, Part 1»                 | Дэвид Вон Анкен  | Деннис Хитон        | 7 марта 2019  |
| 2       | 2          | «Адская неделя. Часть 2» «Hell Week, Part 2»                 | Дэвид фон Анкен  | Шелли Эриксен       | 7 марта 2019  |
| 3       | 3          | «Введение в этику. Часть 1» «Introduction To Ethics, Part 1» | Кристин Леман    | Рейчел Лэнджер      | 7 марта 2019  |
| 4       | 4          | «Введение в этику. Часть 2» «Introduction To Ethics, Part 2» | Кристин Леман    | Джэнника Харпер     | 7 марта 2019  |
| 5       | 5          | «Возвращение домой. Часть 1» «Homecoming, Part 1»            | Лэсли Хоуп       | Джэйсон Филиатрауль | 7 марта 2019  |
| 6       | 6          | «Возвращение домой. Часть 2» «Homecoming, Part 2»            | Лэсли Хоуп       | Пэнни Э. Гаммерсон  | 7 марта 2019  |
| 7       | 7          | «Незаявленный. Часть 1» «Undeclared, Part 1»                 | Рэйчел Лейтэрман | Джэнника Харпер     | 7 марта 2019  |
| 8       | 8          | «Незаявленный. Часть 2» «Undeclared, Part 2»                 | Рэйчел Лейтэрман | Рэйчел Лэнджер      | 7 марта 2019  |
| 9       | 9          | «Финал. Часть 1» «Finals, Part 1»                            | Матиас Хэрндл    | Шелли Эриксен       | 7 марта 2019  |
| 10      | 10         | «Финал. Часть 2» «Finals, Part 2»                            | Матиас Хэрндл    | Деннис Хитон        | 7 марта 2019  |

### Сезон 2 (2020)
| № общий | № в сезоне | Название                                                   | Режиссёр       | Автор сценария                                  | Дата премьеры |
| ------- | ---------- | ---------------------------------------------------------- | -------------- | ----------------------------------------------- | ------------- |
| 11      | 1          | «Свободные радикалы. Часть 1» «Free Radicals, Part 1»      | Лэсли Хоуп     | Деннис Хитон                                    | 18 июня 2020  |
| 12      | 2          | «Свободные радикалы. Часть 2» «Free Radicals, Part 2»      | Лэсли Хоуп     | Деннис Хитон                                    | 18 июня 2020  |
| 13      | 3          | «Сам страх. Часть 1» «Fear Itself, Part 1»                 | Матиас Хэрендл | Шэлли Эриксен                                   | 18 июня 2020  |
| 14      | 4          | «Сам страх. Часть 2» «Fear Itself, Part 2»                 | Матиас Хэрендл | Шэлли Эриксен                                   | 18 июня 2020  |
| 15      | 5          | «Палата общин. Часть 1» «The Commons, Part 1»              | Марита Грабиак | Джэйсон Филиатрауль                             | 18 июня 2020  |
| 16      | 6          | «Палата общин. Часть 2» «The Commons, Part 2»              | Марита Грабиак | Пэнни Э. Гаммерсон                              | 18 июня 2020  |
| 17      | 7          | «Весенняя вспышка. Часть 1» «Spring Outbreak, Part 1»      | Марк Чоу       | Дэвид Вон Анкен                                 | 18 июня 2020  |
| 18      | 8          | «Весенняя вспышка. Часть 2» «Spring Outbreak, Part 2»      | Горман Ли      | Сюжет : Кэт Сенюк Телесценарий : Рэйчел Лэнджер | 18 июня 2020  |
| 19      | 9          | «Новый мировой порядок. Часть 1» «New World Order, Part 1» | Кристин Леман  | Джейсон Филиатрауль                             | 18 июня 2020  |
| 20      | 10         | «Новый мировой порядок. Часть 2» «New World Order, Part 2» | Кристин Леман  | Деннис Хитон и Шелли Эриксен                    | 18 июня 2020  |